# Hărăști
Hărăști falu Romániában, Erdélyben, Fehér megyében. Közigazgatásilag Alsóvidra községhez tartozik.
Aranyosponor irányából a DC 185-ös községi úton közelíthető meg. Az 1956-os népszámlálás előtt Poieni része volt. 1956-ban és 1966-ban 204, 1977-ben 88, 1992-ben 9 lakosa volt, 2002-re pedig elnéptelenedett. Az elnéptelenedést főleg a víz hiánya okozta.